# Вайндрах, Григорий Моисеевич
Григо́рий Моисе́евич Вайндра́х (1887, Керчь — 1955, Москва) — советский микробиолог, эпидемиолог, доктор медицинских наук, один из организаторов и заведующий кафедрой микробиологии АГМИ.

## Биография
Родился 15 сентября 1887 года в Керчи.
В 1911 году окончил медицинский факультет Новороссийского университета. В качестве врача участвовал в Первой мировой войне.
С 1918 по 1927 год работал в бактериологической лаборатории в Одессе, которой он заведовал. Впоследствии был назначен на должность директора Бактериологического института в Вятке. После чего руководил сывороточным отделением Центрального института эпидемиологии и микробиологии в Москве.
Вайндрах вёл курс микробиологии в Центральном институте усовершенствования врачей. В 1937—1940 годах заведовал кафедрой микробиологии в Архангельском медицинском институте.
Умер 12 июля 1955 года в Москве. Похоронен на Введенском кладбище (уч. 21).
Жена — Розалия Иосифовна (Осиповна) Вайндрах (1892—1952), эпидемиолог, соавтор (с мужем) монографии «Активная и пассивная иммунизация» (1939). Брат — Александр Моисеевич Вайндрах (1890—1937, расстрелян), работал в Одесском академическом театре.

## Публикации

### Книги
- «Руководство по частной эпидемиологии» (1947)
- «Частная эпидемиология» (1947)
- «Д. И. Ивановский и открытие вирусов» (1948)
- Творчество Мечникова и литература о нём : (библиогр. указ.) / В. В. Хижняков, Г. М. Вайндрах, Н. В. Хижнякова. — М. : Медгиз, 1951. — 191 с.[1]
- «Путь к победе (Как были найдены средства борьбы с бешенством)» (1956)
- Подвиги русских врачей. Из истории борьбы с заразными болезнями : монография / Г. М. Вайндрах. — М. : Изд-во АН СССР, 1959. — 167 с.[1]